# 古野あきほ
古野 あきほ（ふるの あきほ、1989年9月28日 - ）は、日本の女優・タレント。フリーランス。身長154cm、血液型A型。埼玉県出身。スリーサイズは、B80・W58・H85(cm)。

## 顔写真
古野あきほのTwitterアカウントの写真

## 愛称
時々、「あっきー」と呼ばれていたが、2010年5月28日に、公式ブログで、ファンに愛称を募集し、一番多かった「あきぽん」に決定。小学生の頃、父親にも、「あきぽん」と呼ばれていた。「あきぽん」は、オフィシャルブログの名称「あきぽんの自信満々方向オンチ★」になっている。

## 経歴
- ニチブンアイドルクイーン 準グランプリ（2013年）
- 日テレジェニック2013[2][3]（2013年）
- Jリーグのサッカーチーム、ジェフユナイテッド市原・千葉のオフィシャルプロモーションチーム「アキュアマーメイド[4]」のメンバー（2017年）
- トキエンタテインメント[5]所属（2017年4月27日 - 2020年3月31日）、その後フリーランスとして活動（2020年4月1日 - ）[6]。

## 出演

### 舞台
2010年 - 2014年
- 劇団オオシロビンノ「@HEAVEN 〜305号室の境界線〜」（2010年7月2日 - 4日、千本桜ホール） - B型 役
- 劇団空感エンジン「SAKURA」C班（2013年3月21日 - 25日、両国AIR STUDIO） - 春 役
- N.I.Produce × 劇団 FREE SIZE「バカとロミオとジュリエット再!」（2013年10月18日 - 20日、新宿・シアターサンモール） - 神様 役
- 合同会社シザーブリッツ「グッドファーザー」（2014年1月21日 - 26日、サンモールスタジオ） - 茅ヶ崎薫子 役
- M's企画主催/J-POPカフェ協賛「注意書きの多い料理店」（2014年5月26日 - 28日、渋谷LUSH） - 森崎くらら 役
- アリスインプロジェクト「おうちに帰るまでが遠足です」（2014年7月9日 - 13日、池袋・シアターKASSAI） - 鳥羽うらら 役
- Air studio Produce「Kiss Me You キス ミー ユー 〜がんばったシンプー達へ〜」Aチーム（2014年9月3日 - 14日、中目黒 キンケロ・シアター） - 浅井麻紀子 役
- エアースタジオ「シェアハウス〜O・MO・TE・NA・SHI〜」（2014年11月21日） - ゲスト出演
- Bobjack theater「ひゃく」（2014年12月16日 - 21日、十条アトリエスペース「TORQUE」） - 七沢泉 役

2015年
- エアースタジオプロデュース「十二人の怒れる人々」B班（2015年1月28日 - 2月1日、AQUA studio） - 3号（陪審員） 役
- Bobjack theater「へべれけ」（2015年7月15日 - 19日、池袋・シアターKASSAI） - 西田さやか 役
- team Genius bibi「くるわに咲けと」Aキャスト（2015年8月5日 - 8日、大塚・萬劇場） - 牡丹 役
- T.M.DELUX COMPANY「あのコがエロいのはボクのせいだ!」（2015年8月21日 - 23日、下北沢・シアター711） - 永山美乃梨 役
- Izabell produce「百年の虎独」（2015年9月30日 - 10月3日、下北沢・GEKI地下リバティ） - 女王蜂 役
- M's企画「皆殺しの旋律が聴こえる。」（2015年10月20日 - 21日、渋谷LUSH） - 堂島礼子 役
- Bobjack theater「この世の果てまで」（2015年11月26日 - 29日、中野ザ・ポケット） - 石渡美月 役
- 劇団居酒屋ベースボール「えのもとぐりむ作品集」第七部『七面鳥の追憶』（2015年12月21日 - 27日、下北沢・GEKI地下リバティ） - 深山香 役

2016年
- 劇団ドガドガプラス「カゲキ・浅草カルメン」（2016年2月19日 - 29日、浅草東洋館） - 真希乃（浅草弾左衛門の養女） 役
- 劇団ホチキス「スパイ大迷惑」（2016年3月17日 - 21日、中野・劇場MOMO） - はまち鞠（ハマチの切り身） 役
- MJP「ウリボーの厨房」Aキャスト（2016年4月19日 - 24日、中野 HOPE） - 女（ひより）ピルサー・・・売れ専を狙う劇団座長 役
- （株）Dual Production「Dear Kir」（2016年6月15日 - 19日、新宿・シアターモリエール） - シトラス　役
- ホチキスプロデュース「HUNGRY～伝説との距離～」（2016年7月21日 - 24日、渋谷・CBGKシブゲキ!!） - 湯浅由紀 役
- ごはん部　盆の米騒動「ごはんと祭」（2016年8月15日 - 20日、下北沢駅前劇場） - カミナリフラッシュバックス：翔子 役
- Ｓ Project「楽屋―流れ去るものはやがてなつかしき―」（2016年9月16日 - 19日、中野・劇場MOMO） - 女優A 役
- Bobjack theater「オン/オフ」（2016年9月21日、十条・スタジオトルク） - つんデレ子 役（ゲスト出演）
- Bobjack theater「ノッキン オン ヘブンズ ドア」Aチーム（2016年12月7日 - 18日、池袋・シアターKASSAI） - 賢木雪華 役

2017年
- 劇団ホチキス「ホチキスミュージアム」（2017年1月17日、中野・劇場MOMO） - 飯森ちひろ 役（ゲスト出演）
- 劇団ドガドガプラス「シン・浅草ロミオとジュリエッタ」（2017年2月18日 - 27日、浅草東洋館） - 犬神樹里恵 役
- Southern'Xプロデュース「星空ハーモニー」（2017年4月18日 - 23日、渋谷・CBGKシブゲキ!!） - 土田柳 役
- SANETTY Produce「都落ちコンダクターの一振」（2017年5月24日 - 29日、新宿村Live） - 築島里美 役
- 劇団ドガドガプラス「金色夜叉〜ゴールデンデビルVSフランケンシュタイン〜」（2017年8月18日 - 27日、浅草東洋館） - 鴫沢宮（しぎさわみや） 役
- 放課後ビアタイム『残暑見舞い申し上げます。』「けじめ学級」（2017年9月15日 - 17日、十条・スタジオトルク） - 古野あきほ 役
- Southern’X「夏に舞う雪のように」（2017年11月7日 - 12日、新宿・シアターモリエール） - 雫 役
- 放課後ビアタイム『寒中見舞い申し上げます。』「やどかり」（2017年12月1日 - 3日、十条・スタジオトルク） - 桜すもも 役
- Bobjack theater「ホーム スイート ホーム〜はじまり駅のおしまいの日〜」（2017年12月28日 - 31日、大塚・萬劇場） - リボンちゃん 役

2018年
- 劇団ドガドガプラス「人形の家〜neoTOKIO DOLLS〜」（2018年2月16日 - 25日、浅草東洋館） - 白河牡丹 役
- 放課後ビアタイム『余寒見舞い申し上げます。』「魔女の隣の物の怪の墓」（2018年3月9日 - 11日、十条・スタジオトルク） - キキ 役
- 爆走おとな小学生「こっちにおいで、ジョセフィーヌ」team Soleil（2018年5月16日 - 20日、新宿村LIVE） - ピギー 役
- img×ナナシノ（）「僕は影のあとを追う」（2018年6月6日 - 11日、中野・劇場MOMO） - 西松真菜 役
- UDA☆MAP「沼田☆フォーエバー」（2018年7月25日 - 8月1日、池袋・シアターKASSAI） - 是観畝 役
- 劇団ドガドガプラス「浅草アリス IN WONDERLAND」（2018年8月18日 - 27日、浅草東洋館） - 灰被辛子（シンデレラ） 役
- 劇団ラパン雑貨ゝ「いやとよ」（2018年10月26日 - 28日、シアターバビロンの流れのほとりにて） - ヒロイン 飛鳥 役
- 放課後ビアタイム『おでんはじめました。』「私のヒロインバカデミア」（2018年11月2日 - 4日、ステージカフェ下北沢亭） - 桜水産桃 役
- Bobjack Theater「ライナスの毛布」（2018年12月18日 - 23日、アトリエファンファーレ東新宿）
  - 「夢で逢いましょう」「デイドリームビリーバー」 - 千寿ヶ原ローラ 役
  - 「ライナスの毛布」「デイドリームビリーバー」 - 千寿ヶ原レイラ 役
  - 「コールドスリープ」 - リルリラ 役

2019年
- アリスインプロジェクト「降臨Hearts&Soul」（2019年4月25日 - 5月6日、池袋・シアターKASSAI） - 坂本龍馬 役
- 放課後ビアタイム『ヘクトパスカルってなんですか。』「やどかり」（2019年6月7日 - 9日、ステージカフェ下北沢亭） - 桜すもも 役
- 放課後ビアタイム『渋柿食べちゃいました。』「がらくた」（2019年10月11日 - 13日、ステージカフェ下北沢亭） - 内村内美 役
- 放課後ビアタイム×img「文化祭スクランブル」（2019年12月18日 - 23日、池袋・シアターグリーンBIG TREE THEATER） - 主演・笑篠喜穂子 役

2020年
- 放課後ビアタイム『モミの木揉みましたか?』「Panic X'mas!!」（2020年1月24日 - 26日、ステージカフェ下北沢亭） - ニコラ 役
- 放課後ビアタイム『ジューンブライドって誰ですか?』「常夏ブライダル」（2020年8月8日 - 10日、ステージカフェ下北沢亭） - 末永美幸 役
- マルガリータ企画『マルガリータピザ2nd CUT』「ホームセンターズピリオド」（2020年9月9日 - 13日、新宿・シアターミラクル） - 黒田美鶴 役
- 放課後ビアタイム『十度目の乾杯』「けじめ学級〜2020〜」（2020年11月13日 - 15日、ステージカフェ下北沢亭） - 古野 役

2021年
- マルガリータ企画『PIZZA大戦争』〜2ピース目〜「第1次PIZZAショック!!」（2021年6月23日 - 27日、新宿シアター・ミラクル） - 木嶋りか 役
- オフィスBJ『ライナスの毛布』（2021年10月13日 - 17日、新三河島・キーノートシアター）
  - 「夢で逢いましょう」「デイドリームビリーバー」 - 千寿ヶ原ローラ 役
  - 「ライナスの毛布」「デイドリームビリーバー」 - 千寿ヶ原レイラ 役
  - 「コールドスリープ」 - リルリラ 役

- 放課後ビアタイム『ちいさい秋見つけましたか?』「コミカル・コミックマーケット」（2021年10月29日 - 31日、ステージカフェ下北沢） - 有村明里 役

2022年
- 劇団ドガドガプラス「春琴SHOW!!」（2022年1月21日 - 30日、浅草東洋館） - 春琴 役
- 放課後ビアタイム『チョコで鼻血は出ないみたい』「初恋ショコラティエール」（2022年2月18日、ステージカフェ下北沢亭） - 如月先生 役
- フライドBALL企画「童話革命」（2022年3月2日 - 5日、新宿シアターブラッツ） - 桃太郎 役
- M's project「失踪ノート」（2022年5月18日 - 22日、アトリエファンファーレ高円寺） - 今井さやか 役
- インヘリット東京「After/Reset〜第一章 誕生〜」（2022年6月8日 - 12日、高島平・バルスタジオ） - マユズミ・アンリ 役
- UGM Kreis『きみと花火と。』紅Film「レストランで。」（2022年7月1日 - 3日、赤坂・πTOKYO） - 塩野 役
- 『劇団ドガドガプラス復活祭!』
  - 「金色夜叉・改」（2022年7月30日 - 8月5日、浅草東洋館） - 鴫沢宮 役
  - 「春琴SHOW!!」（2022年8月23日 - 25日、浅草東洋館） - 春琴 役

- πTOKYO「ソウサイノチチル」（2022年8月30日 - 9月4日、赤坂・πTOKYO） - アユ 役
- 『黄金のコメディフェスティバル2022』パーチーム/放課後ビアタイム「常夏ブライダル」（2022年10月22日 - 30日、下落合・シアター風姿花伝） - 常盤ゑゑゑ 役
- Fockers「サブスクリプション」（2022年11月9日 - 13日、新宿シアターミラクル） - 望月 役
- CONTE STAGE「ふたりよがり」（2022年12月9日 - 11日、池袋・GEKIBA） - 店員/客 役

2023年
- 放課後ビアタイム『鬼はソト、俺はナカください。』「初恋ショコラティエール」（2023年2月3日 - 5日、ステージカフェ下北沢亭） - 如月先生 役
- ENG「missing～混血のハッシュタグ～」（2023年3月8日 - 12日、六行会ホール） - ジェシカ・マリー・ヘイル 役
- Bubble Rat企画「What's a wedding?」（2023年3月22日 - 26日、江戸川橋・絵空箱） - 宇津木美莉 役
- 劇団ドガドガプラス「SEXY女優事変」結婚するって本当ですか篇（2023年4月25日 - 30日、浅草東洋館） - 五木逸華 役
- POWERPROJECTクーデター「JUST-ICE」（2023年6月29日 - 7月2日、荻窪小劇場） - トリニティ 役
- 放課後ビアタイム「Panic X'mas!!」（2023年8月16日 - 20日、上野ストアハウス） - サン 役
- CONTE STAGE「マンションの庭の象」（2023年11月10日 - 12日、池袋・GEKIBA）
- 劇団ドガドガプラス「SEXY女優事変-代償戦争・リフレ&リスカ篇-」（2023年11月24日 - 30日、浅草東洋館） - 五木逸華 役

2024年
- POWERPROJECTクーデター「DOLL」（2024年3月30日、荻窪小劇場） - 日替わりゲスト
- 劇団6番シード「Life is Numbers」ハートside（2024年5月3日 - 8日、大塚・萬劇場） - 八反田環奈 役
- illnutupfam「1123GO8」（2024年6月26日 - 30日、大塚・萬劇場） - 酒鬼 役
- Yulirioプロデュース「鶏卵衝突」（2024年7月31日 - 8月4日、テアトルBONBON） - カミラ 役
- 放課後ビアタイム「魔女の隣の物の怪の墓三世」（2024年8月16日 - 18日、赤坂CHANCEシアター）
- BE WOOD LIVE『密室』「密室にまつわるエトセトラ」（2024年9月6日 - 8日、ステージカフェ 下北沢亭） - 館山ハリー 役
- 劇団ドガドガプラス「SEXY女優事変〜絶頂作戦篇〜」（2024年11月24日 - 30日、浅草東洋館） - 五木逸華 役
- Poppin' Shower「星空ハーモニー2024」♭チーム（2024年12月26日 - 29日、池袋・シアターグリーンBIG TREE THEATER） - 星崎天 役

2025年
- Alexandrite Stage「CHICACO 2025」Tatami team（2025年2月14日 - 23日、中目黒キンケロ・シアター） - 相葉香織 役
- 劇団ドガドガプラス「SEXY女優事変ー完結篇ー」（2025年4月24日 - 30日、浅草東洋館） - 五木逸華 役
- 劇団6番シード「ボイルド・シュリンプ&クラブseason3～新宿に引っ越しました～」（2025年5月21日 - 25日、新宿シアタートップス） - 潤菜 役

### 映画
- セーラー服無宿 無情の荒野[70][71]（2016年7月9日公開、下北沢トリウッド） - 主演：矢野昌巳 役
- 宙女子[72]（2016年7月15日公開、下北沢トリウッド） - 高見沢和美 役
- JK・オブ・ザ・リビングデッド（シネマフレッシュ!Season2）（2016年公開） - ゲスト出演
- さらばあぶないデカオンナ（2016年5月28日DVD発売） - W主演：小山田孝美（刑事） 役
- 地下室の美女が語る恐怖の都市伝説（2016年7月29日DVD発売） - 「口裂け女」 主演：由美（ルームメイト） 役
- ぞくり。怪談夜話~呪われた制服女子~（2016年8月2日DVD発売） - 「警備員の秘密」 主演：理恵（夜間警備員のアルバイト） 役

### TV
- 日本テレビ
  - 踊る!さんま御殿!! - 再現VTR出演
    - テーマ：「単純な女の作戦に引っかかったバカ男」（2014年10月7日） - 奥さん 役
    - テーマ：「若い女子にひとこと言ってあげたい事」（2014年11月25日） - カズくんの恋人 役
    - テーマ：「私が怒らずにいられない瞬間」（2014年12月9日） - バイト先の後輩 役
    - テーマ：「既婚者・独身者のイラッとする言動」（2015年2月10日） - OL：最近結婚した後輩 サトウ 役
    - テーマ：「他人に言われて傷ついた一言」（2015年4月14日） - 友人（大学生） 役
    - テーマ：「私がゆずれない恋愛のルール」（2015年4月21日） - 自分より美人な友達 役
    - テーマ：「人から言われてカチンときた一言」（2015年7月7日） - 友人：アッコ 役
    - テーマ：「私がこれまでの恋愛で学んだ事」（2015年8月11日） - 誕生日の日の彼女 役
    - テーマ：「イマドキ女子・オバサンに言われてムカついた事」（2015年10月6日） - OL：キムラ 役
    - テーマ：「異性に言われて傷ついた一言」（2015年11月3日） - 大学生 役
    - テーマ：「私をキュンとさせる男性の言動」（2015年11月10日） - OL 役
    - テーマ：「私がイラッとした料理上手・料理下手の言動」（2015年11月17日） - 遊びに来た友人 役
    - テーマ：「私はつくづく無知だなと恥ずかしくなる時」（2016年1月26日） - OL：タナカ 役
    - テーマ：「今私が過敏に反応してしまう言葉」（2016年2月2日） - 霊感のある友人：ユウコ 役
    - テーマ：「ついトキメいてしまう異性の言動」（2016年3月22日） - OL 役
    - テーマ：「私が大阪人になじまない理由 」（2016年5月24日） - 大阪出身の彼の彼女：陽子 役
    - テーマ：「私が心を揺さぶられる男の言動」（2016年6月7日） - 残業中のOL（後輩） 役
    - テーマ：「私がイラッとした女の言動」（2016年7月12日） - カラオケに来ている女性 役
    - テーマ：「年の違う人たちとの会話でアウェー感を感じる瞬間」（2016年8月2日） - オシャレな20代の同僚 役
    - テーマ：「自分でも感じる地元のちょっとダサイところ」（2016年9月20日） - ウニが大好きなキャバクラ嬢 役
    - テーマ：「「この人ありえない!」と思った瞬間」（2016年10月4日） - 社員旅行で温泉卓球をしている先輩 役
    - テーマ：「私はダメな妻かもと思った瞬間」（2016年11月22日） - 新築をした夫婦の奥さん 役
    - テーマ：「私が出会った無神経な人」（2017年4月11日） - ユミちゃんの友達 役
    - テーマ：「私が苦手な女子」（2017年4月11日） - SNSにハマっている友達 役
    - テーマ：「私が編み出した夫婦円満テクニック」（2025年2月25日）- プレゼンに失敗した夫の帰宅を待つ、娘（えり）がいる奥さん 役[73]

  - 東京暇人
- テレビ朝日
  - 全力坂 狸坂（2014年3月）
- テレビ東京
  - 解禁!暴露ナイト - "ピー"ガールズとして出演[74]
  - 〜裏ネタワイド〜 - 「DEEPナイト」DEEPガールズとして出演
  - 週末パラダイス
- テレ朝チャンネル2
  - 女流雀士 プロアマNo.1決定戦 てんパイクイーン - アシスタント出演
  - 女流雀士 プロアマNo.1決定戦 てんパイクイーン シーズン2 - アシスタント出演
- NOTTV
  - セクシーショット大百科 [75]
    - #1「通勤編」「オフィス編」[76]（2015年8月2日） - バス通勤中のOL（陽子） / オフィスのOL 役
    - #2「アフター5編」[77]（2015年8月9日） - 会社の飲み会&2次会（カラオケボックス）に参加するOL 役
    - #8「ファミレス編」[78]（2016年1月26日） - ファミレスの店員 役
    - #9「ファミレス店員編」[79]（2016年2月9日） - ファミレスの客 役
    - #12「特別編」（2016年3月22日）
    - #17「温泉旅行編」（2016年6月12日） - 温泉旅館に宿泊に来た客 役
    - #18「いわくつき旅館編」（2016年6月26日） - 温泉旅館に宿泊に来た客　役
- 心霊呪殺 死返し編[80]（2017年8月 - 12月、CSエンタメ〜テレ☆シネドラバラエティ） - 久世洋子 役

### DVD
- ホラーオムニバスDVD　ショートストーリー（2016年5月発売） - 警備員 役

### ネット
- ニコニコ生放送
  - 心霊女子部「ケーコの心霊アイドルちゃんねる」

## 作品

### 映像作品
- 日テレジェニック2013 古野あきほ（2013年11月27日発売、バップ）
- あきぽん[81]（2014年5月22日発売、イーネットフロンティア）

## 書籍
- VoCE公式ブロガー VOCEST!メンバー（2015年 - ）[82]

### デジタル写真集
- FORKLIFT GIRLS -Fight&Guts-（2011年） - 自主制作[83]

## 絵のモデル
- 三嶋哲也[84][85] 作品
  - 「Enchant」[86]15F（2011年）
  - 「Enchanted-dragon」[87]10P（2012年）
  - 「Blue-temptations」[88]20M（2012年）
  - 「アンティークブルーとショートカット」F4円窓（2011年 - 2016年）